# Liste der Naturdenkmäler in Lana
Die Liste der Naturdenkmäler in Lana (italienisch Lana) enthält die zehn als Naturdenkmal ausgewiesenen Objekte auf dem Gebiet der Gemeinde Lana in Südtirol.
Basis ist das im Internet einsehbare offizielle Verzeichnis der Naturdenkmäler in Südtirol (Stand: 23. Januar 2015). Dabei kann es sich um botanische, geologische oder hydrologische Naturdenkmäler handeln. Die Reihenfolge in dieser Liste orientiert sich an der ID, alternativ ist sie auch nach dem Namen sortierbar.

## Liste
| Foto |                 | Name                                         | Standort                    | Beschreibung                              |
| ---- | --------------- | -------------------------------------------- | --------------------------- | ----------------------------------------- |
| ja   | Datei hochladen | Nussbaum beim Röschhof ID: 041_G01           | 46° 36′ 48″ N, 11° 8′ 51″ O | Botanisches Naturdenkmal: Walnussbaum     |
| BW   | Datei hochladen | Hängbuche beim Ansitz Neubrandis ID: 041_G02 | 46° 35′ 34″ N, 11° 9′ 49″ O | Botanisches Naturdenkmal: Buche           |
| ja   | Datei hochladen | Tanne beim Ansitz Neubrandis ID: 041_G03     | 46° 35′ 36″ N, 11° 9′ 49″ O | Botanisches Naturdenkmal: Tanne           |
| ja   | Datei hochladen | Zwei Zypressen bei Braunsberg ID: 041_G04    | 46° 36′ 54″ N, 11° 8′ 22″ O | Botanisches Naturdenkmal: Zypresse        |
| ja   | Datei hochladen | Wasserfall Brandisgaul ID: 041_G05           | 46° 35′ 37″ N, 11° 9′ 30″ O | Hydrologisches Naturdenkmal: Wasserfall   |
| BW   | Datei hochladen | Eislöcher bei der Leonburg ID: 041_G06       | 46° 35′ 1″ N, 11° 9′ 46″ O  | Geologisches Naturdenkmal: Eisloch        |
| BW   | Datei hochladen | Aichholzerweiher ID: 041_G07                 | 46° 35′ 26″ N, 11° 8′ 58″ O | Hydrologisches Naturdenkmal: Feuchtgebiet |
| ja   | Datei hochladen | Weinreichmoos ID: 041_G08                    | 46° 35′ 41″ N, 11° 8′ 27″ O | Hydrologisches Naturdenkmal: Feuchtgebiet |
| BW   | Datei hochladen | Gaulschlucht ID: 041_G09                     | 46° 36′ 45″ N, 11° 8′ 9″ O  | Geologisches Naturdenkmal: Schlucht       |
| ja   | Datei hochladen | Himalayazeder – Oberlana ID: 041_G10         | 46° 37′ 5″ N, 11° 8′ 31″ O  | Botanisches Naturdenkmal: Himalayazeder   |

| Foto: | Fotografie des Naturdenkmals. Klicken des Fotos erzeugt eine vergrößerte Ansicht. Daneben finden sich zwei Symbole: |
| ID    | Identifikator bei der Abteilung Natur, Landschaft und Raumentwicklung der Südtiroler Landesverwaltung               |